# RS-654
Pour les articles homonymes, voir Route 654.
La RS-654 est une route locale du Sud-Est de l'État du Rio Grande do Sul située sur le territoire de la municipalité de Santana do Livramento et reliant le district de Passo dos Guedes à la BR-293. Elle est longue de 16 km.